# Igor Karen
Igor Karen (* 29. ledna 1964 Praha) je český všeobecný praktický lékař, od roku 2024 zastupitel Středočeského kraje, člen hnutí ANO.

## Život
Vystudoval Fakultu dětského lékařství Univerzity Karlovy v Praze (získal titul MUDr.) atestoval v oborech pediatrie, infekční nemoci a všeobecné lékařství.
Práci lékaře zahájil v roce 1989 jako sekundární lékař v mělnické nemocnici, kde později po mnoho let působil jako zástupce primáře infekčního oddělení. Postupně však stále více tíhnul k profesi všeobecného praktického lékaře, v současnosti provozuje ve středočeském regionu tři ordinace s tisíci pacienty. Nyní ordinuje také v obci Kolín.
Přednáší a publikuje v ČR i zahraničí, je autorem řady odborných knih a doporučených postupů léčby a prevence civilizačních onemocnění, jako je cukrovka nebo vysoký krevní tlak. Angažuje se jako místopředseda Společnosti všeobecného lékařství České lékařské společnosti Jana Evangelisty Purkyně, jejímž jménem dlouhá léta bojuje o posílení léčebných možností praktických lékařů ve prospěch jejich pacientů.
Igor Karen žije ve městě Benátky nad Jizerou. Je ženatý, má dvě děti (syna a dceru). Ve volném čase se rekreačně věnuje sportu, hlavně turistice a cyklistice. Je milovníkem zvířat a vlastní několik psů.

## Politické působení
V krajských volbách v roce 2016 kandidoval jako nestraník za hnutí ANO 2011 do Zastupitelstva Středočeského kraje, ale neuspěl. Zvolen byl až v krajských volbách v roce 2024.
Ve volbách do Senátu PČR v roce 2016 kandidoval jako nestraník za hnutí ANO 2011 v obvodu č. 28 – Mělník. Se ziskem 17,80 % hlasů skončil na 3. místě a do druhého kola nepostoupil.
Ve volbách do Senátu PČR v roce 2020 kandidoval za hnutí ANO 2011 v obvodu č. 42 – Kolín. V prvním kole získal 14,81 % hlasů, a postoupil tak ze 2. místa do druhého kola, v němž prohrál s kandidátem hnutí STAN Pavlem Kárníkem poměrem hlasů 20,51 % : 79,48 %, a senátorem se tak nestal.
Ve volbách do Senátu PČR v roce 2024 kandidoval za hnutí ANO v obvodu č. 38 – Mladá Boleslav. V prvním kole skončil druhý, když získal 29,72 % hlasů. Ve druhém kole se utkal s kandidátem hnutí STAN a SLK Ondřejem Lochmanem, s nímž prohrál poměrem hlasů 39,15 % : 60,84 %. Senátorem se tak nestal.
Ve sněmovních volbách v roce 2025 kandiduje na 12. místě kandidátní listiny hnutí ANO ve Středočeském kraji.